# Jardin Yuyuan
 (août 2011).
Si vous disposez d'ouvrages ou d'articles de référence ou si vous connaissez des sites web de qualité traitant du thème abordé ici, merci de compléter l'article en donnant les références utiles à sa vérifiabilité et en les liant à la section « Notes et références ».

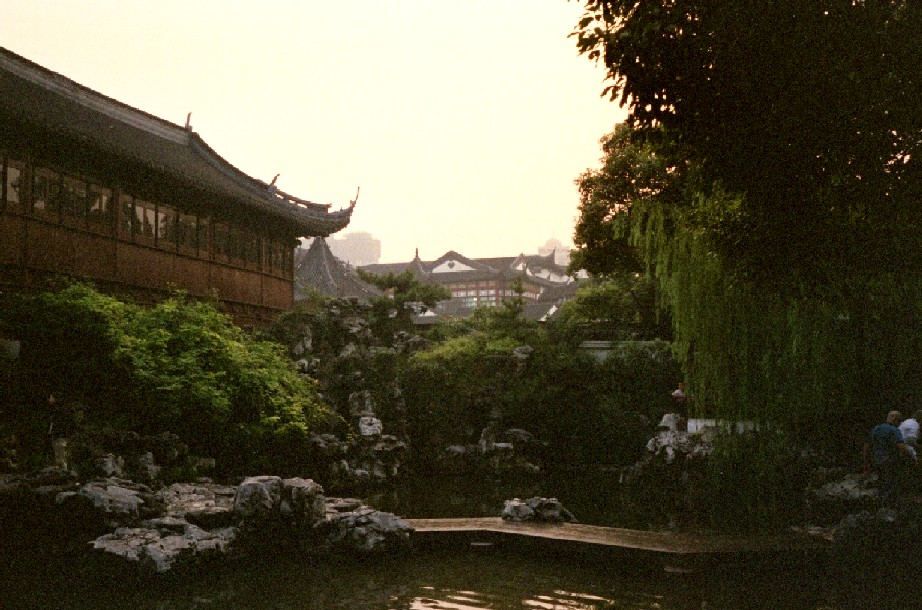
Autre vue du jardin

Le jardin Yu (Sinogramme simplifié 豫园; Sinogramme traditionnel 豫園; pinyin : yǔyuán, jardin de l'hésitation) est un jardin de deux hectares datant du XVIe siècle situé au centre de la Vieille Ville près de Chenghuangmiao à Shanghai, en Chine. Il est considéré comme l'un des jardins chinois les plus somptueux et de première qualité dans la région. Il est accessible à partir de la ligne 10 du métro de Shanghai.

## Description
Le jardin a été construit en 1559 en tant que jardin privé par Pan Yunduan, qui passa près de 20 ans à l'aménager pour faire plaisir à son père Pan En, un officiel de haut rang durant la Dynastie Ming, pendant la retraite de son père. À travers les années, l'état du jardin commença à se dégrader jusqu'en 1760, date où il fut racheté par des marchands, puis souffrit d'importants dommages au cours du XIXe siècle. En 1842, pendant la Guerre de l'opium, l'armée britannique occupa le temple du dieu de la ville durant cinq jours. Pendant la Rébellion Taiping les jardins furent occupés par les troupes impériales, et furent encore endommagés par les Japonais en 1942. Ils ont été remis en l'état par le gouvernement de Shanghai entre 1956-1961, ont rouvert au public en 1961, et ont été déclarés monument national en 1982.
Aujourd'hui, le jardin Yuyuan occupe une superficie de 2 hectares (5 acres), et est divisé en six espaces généraux aménagés dans le style Suzhou :
- Grande Rocaille - rocaille faite de pierre de Huangshi (12 mètres de haut), présentant des pics, des falaises, des grottes tortueuses et des gorges. Ce décor a peut-être été créé par Zhang Nanyang durant la Dynastie Ming. Cet espace dispose aussi du Sansui Hall (Trois Épis de Blé).
- Heralding Spring Hall (Dianchun) - construit en 1820, première année du règne de l'Empereur Daoguang. De septembre 1853 à février 1855, il servit de base à la Society of Little Swords (Xiaodao Hui).
- Jardin Intérieur - rocailles, étang, pavillons et tours, aménagé pour la première fois en 1709 et recréé en 1956 en combinant les jardins est et ouest.
- Jade Magnificence Hall (Yuhua) - composé de morceaux de Palissandre provenant de la Dynastie Ming.
- Piscine Lotus - avec un pont en zigzag et un pavillon central.
- Une « tour d'une centaine de milliers de fleurs » (Wanhua)

Les espaces du jardins sont séparés par des « murs du dragons » avec des dorsales tuilées grises ondulant et terminées chacune par une tête de dragon.

## Galerie

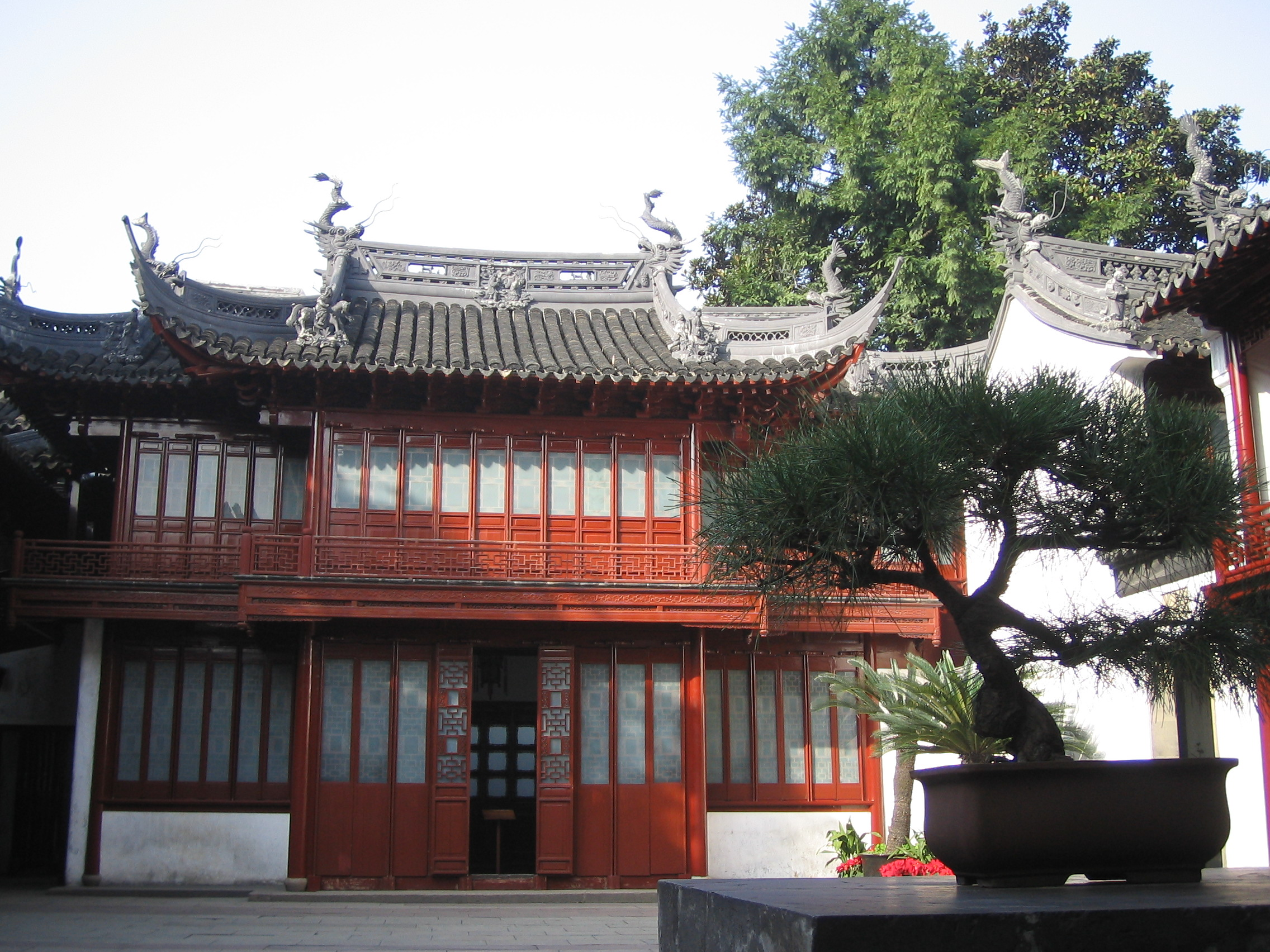
Pavillon
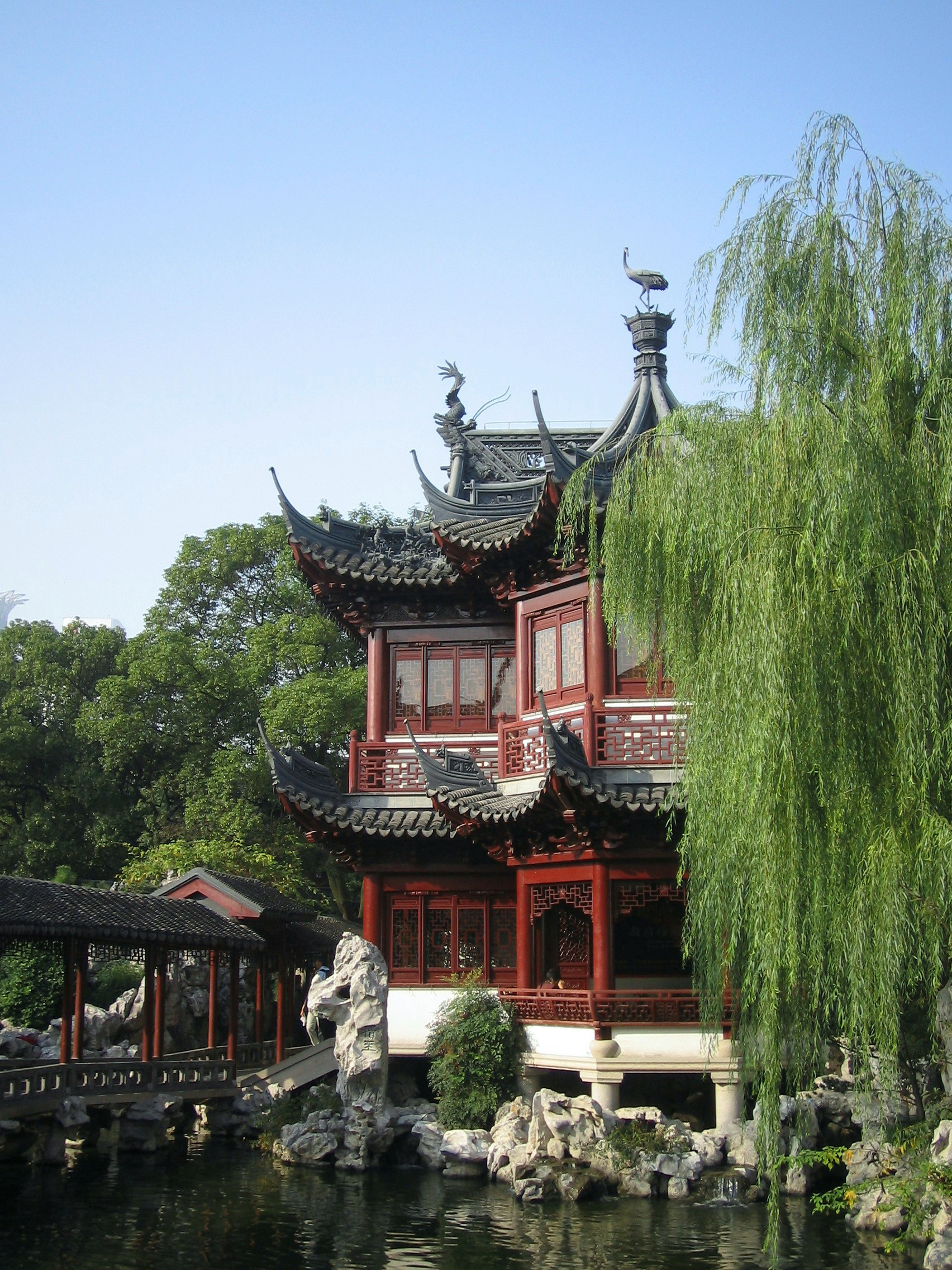
Pavillon
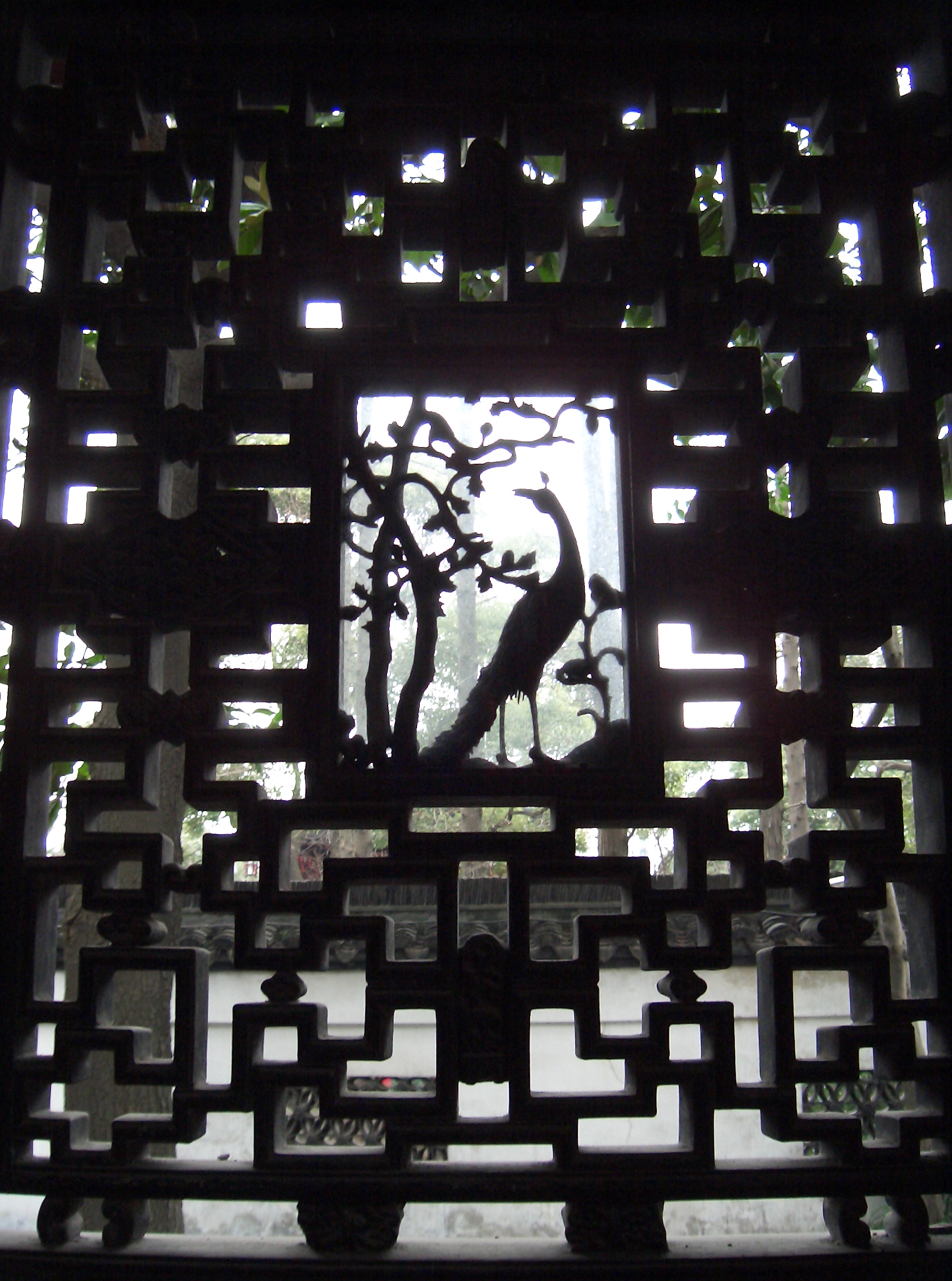
Détail d'une fenêtre
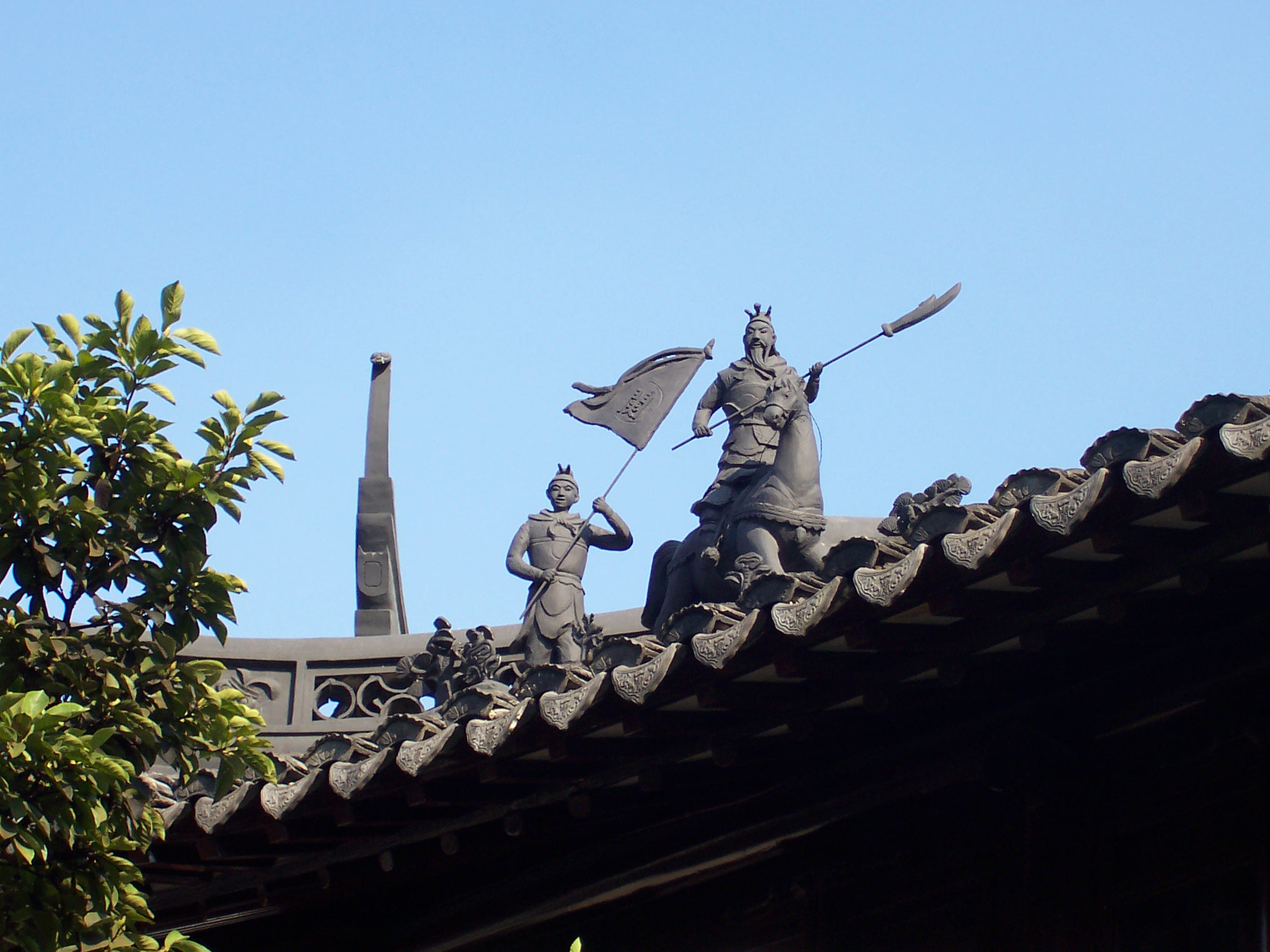
Statue du Général Guan Yu sur un toit
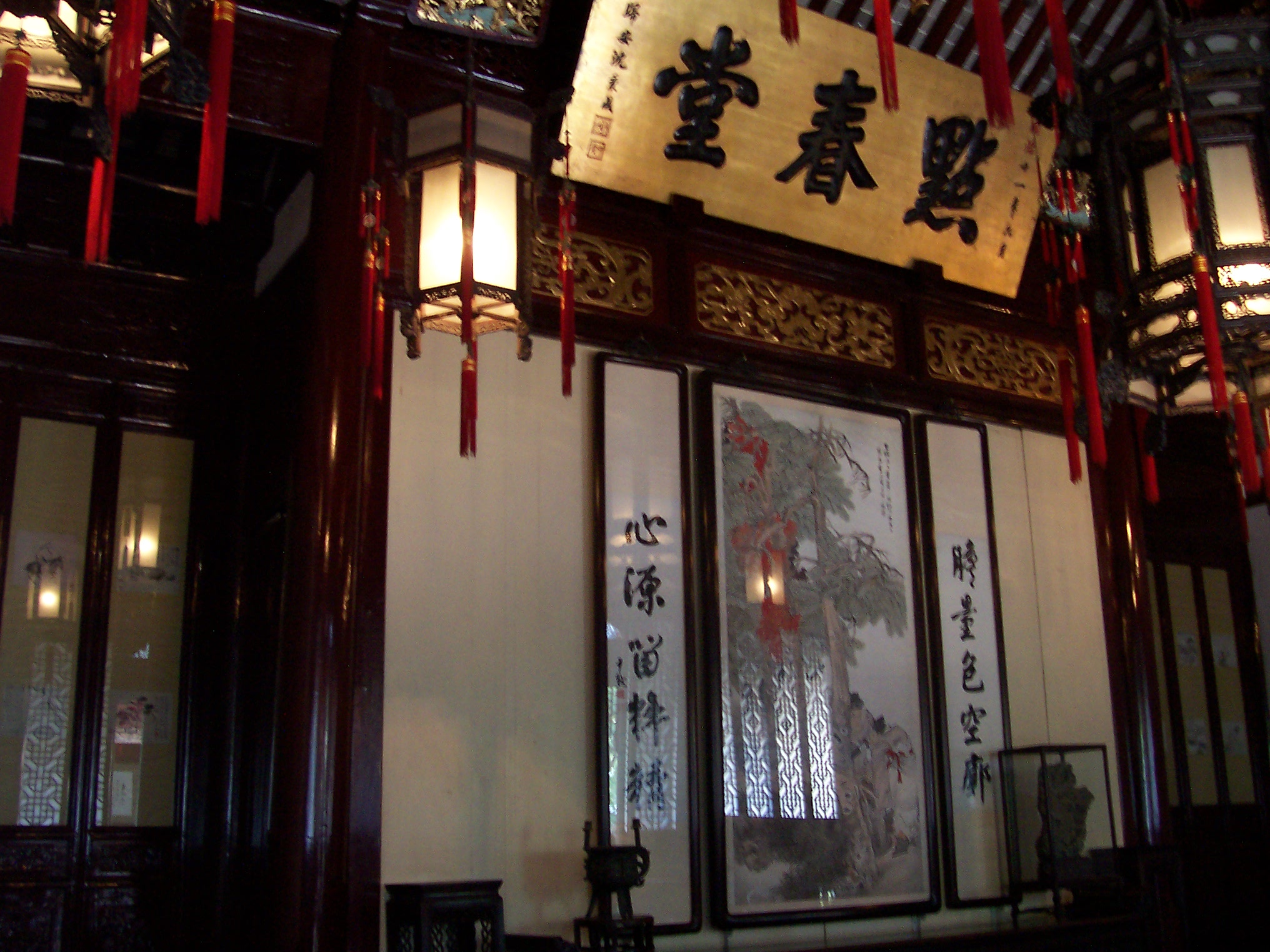
Dianchun Tang (salle principale)
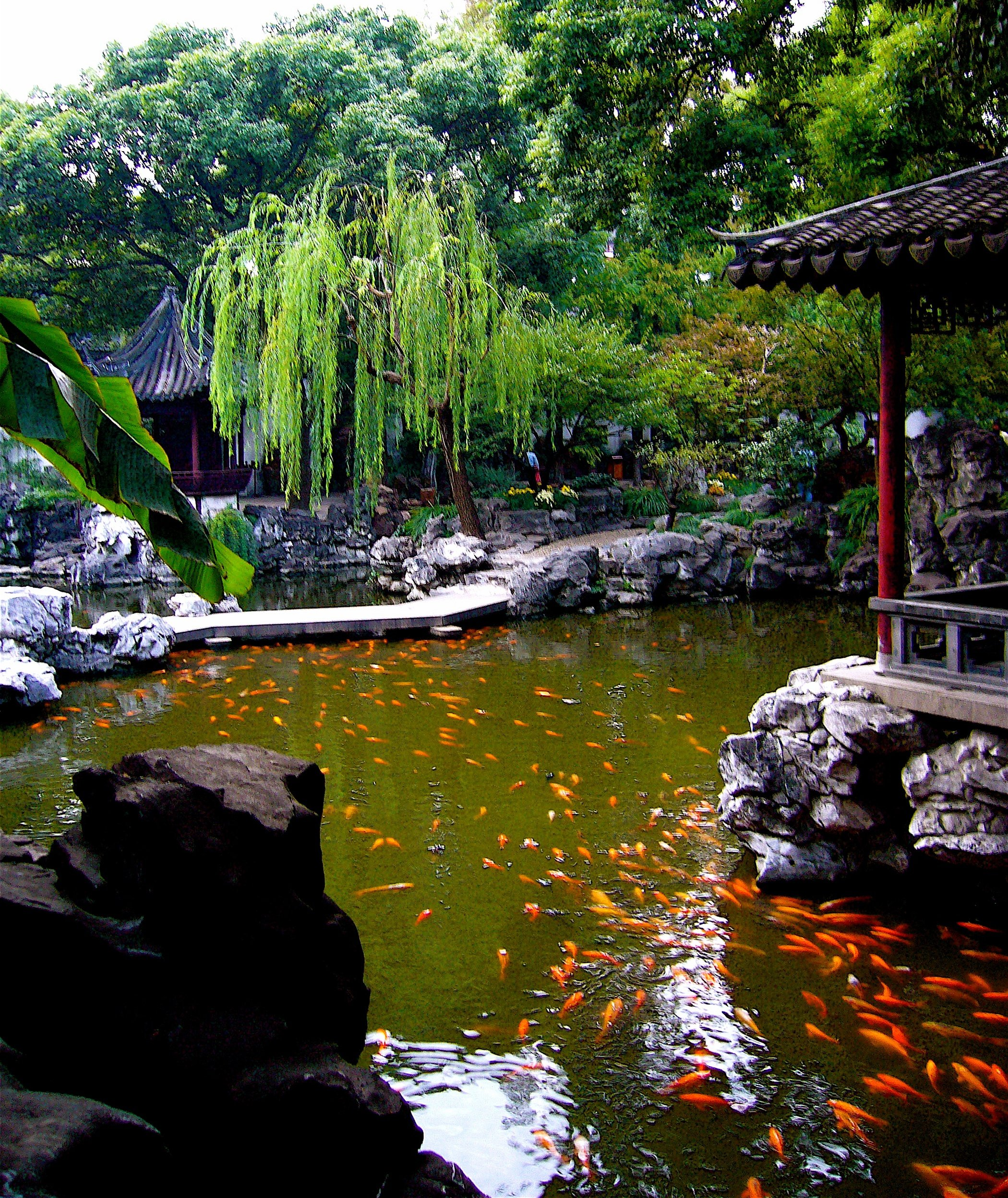
Bassin contenant des poissons
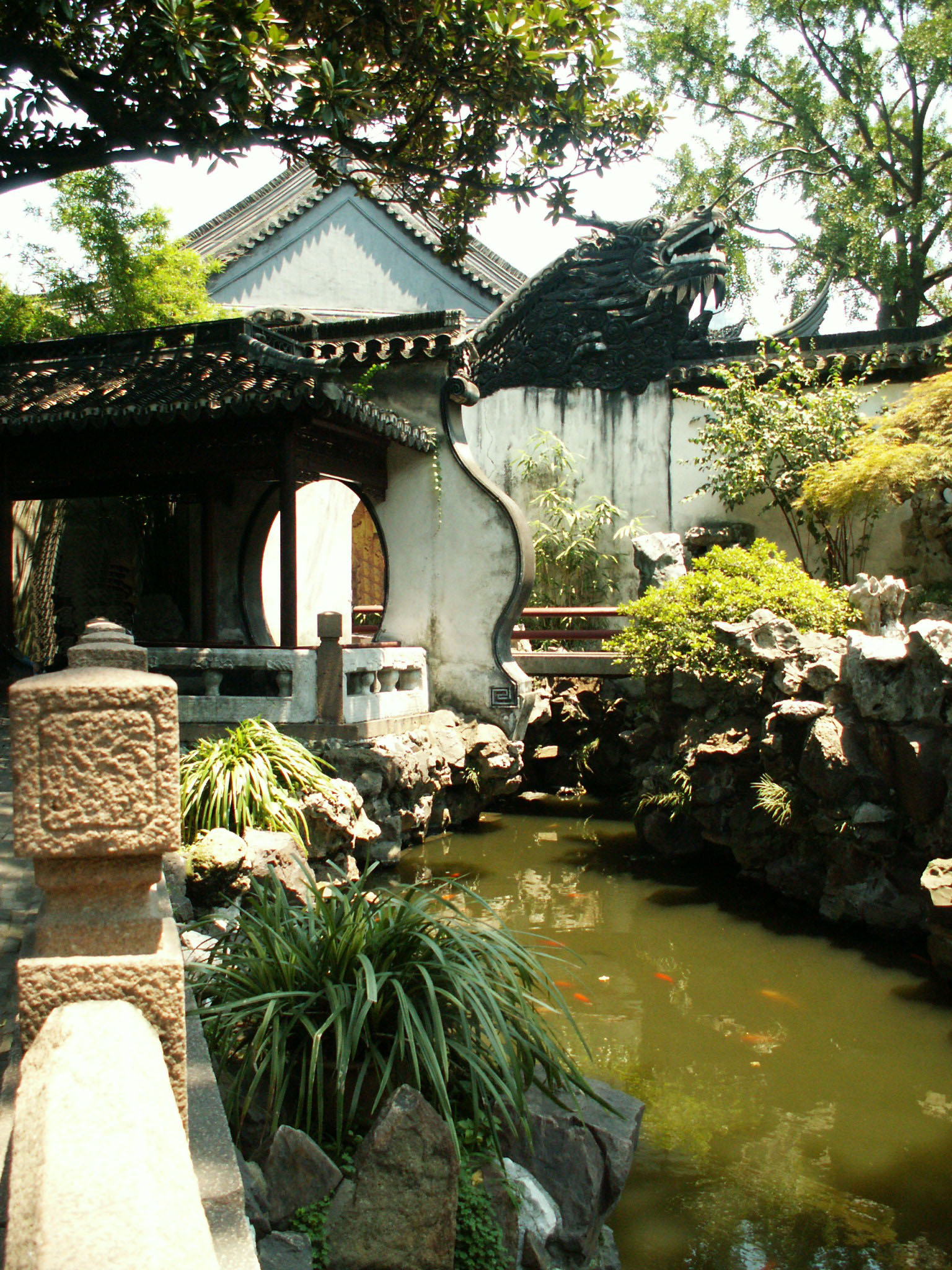
Bassin
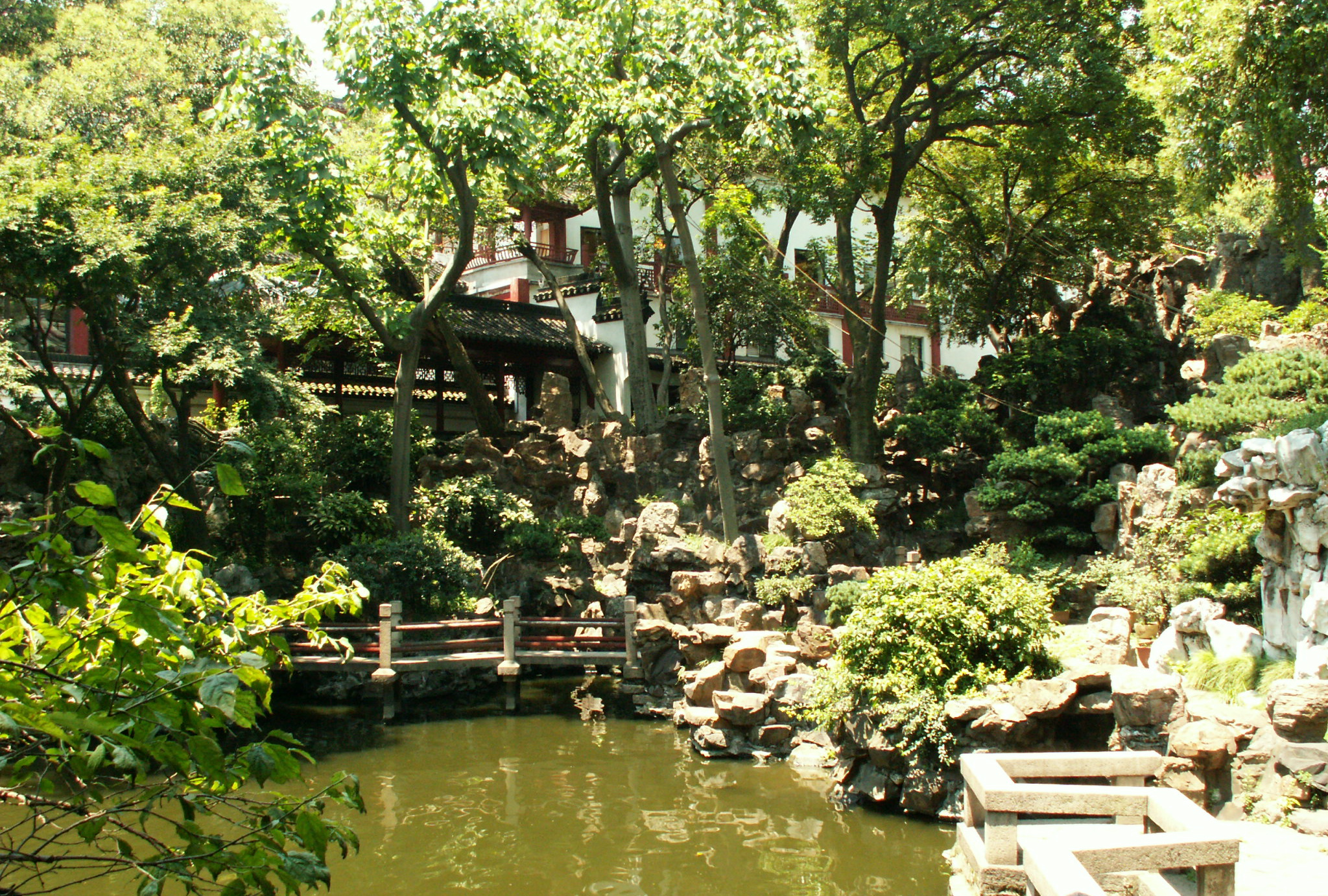
Bassin